# Recz
Recz (německy Reetz) je město v severozápadním Polsku v Západopomořanském vojvodství v okrese Choszczno. V roce 2020 v něm žilo 2 873 obyvatel. Západně od města protéká řeka Ina.

## Název
Název Recz pravděpodobně vychází ze slovanského označení určitého místa na řece. Po několik staletí se až do druhé světové války používala jeho poněmčená varianta Reetz. Po jejím skončení se město krátce nazývalo Raciąż, Rzeczyca, Rzeczyca nad Iną nebo Recz Pomorski, až byl od 12. listopadu 1946 zaveden stávající název.

## Historie
V raném středověku na místě města existoval hrad a trhová osada. První písemná zmínka pochází z roku 1269, kdy okolní krajinu ovládlo Braniborské markrabství. Po roce 1284 bylo u staré osady založeno město a na místě původního slovanského hradiště vznikl cisterciácký klášter. Od druhé poloviny čtrnáctého století do osmnáctého století město patřilo šlechtickému rodu Wedelů. Výjimkou bylo období 1402–1454, kdy ho ovládal řád německých rytířů. Během polsko-švédské války město v roce 1657 dobyli Poláci. V devatenáctém století fungovalo jako místní středisko obchodu okolních zemědělských vesnic. V roce 1945 zde došlo k tankové bitvě, během které bylo zničeno 70 % zástavby.

## Obecní správa
Město je správním centrem stejnojmenné městsko-venkovské gminy. Městská rada má patnáct členů, z nichž osm volí obyvatelé města a zbytek lidé z venkovských sídel.

## Doprava
Přes město vede železniční trat č. 403 z města Piła do Ulikowa.

## Pamětihodnosti
- Historické městské jádro ze třináctého století
- Pozůstatky opevnění ze čtrnáctého, poloviny patnáctého a devatenáctého století s Choszczeńskou (též Mlýnskou) a Drawieńskou věží
- Hrázděný dům z poloviny devatenáctého století na náměstí

## Galerie

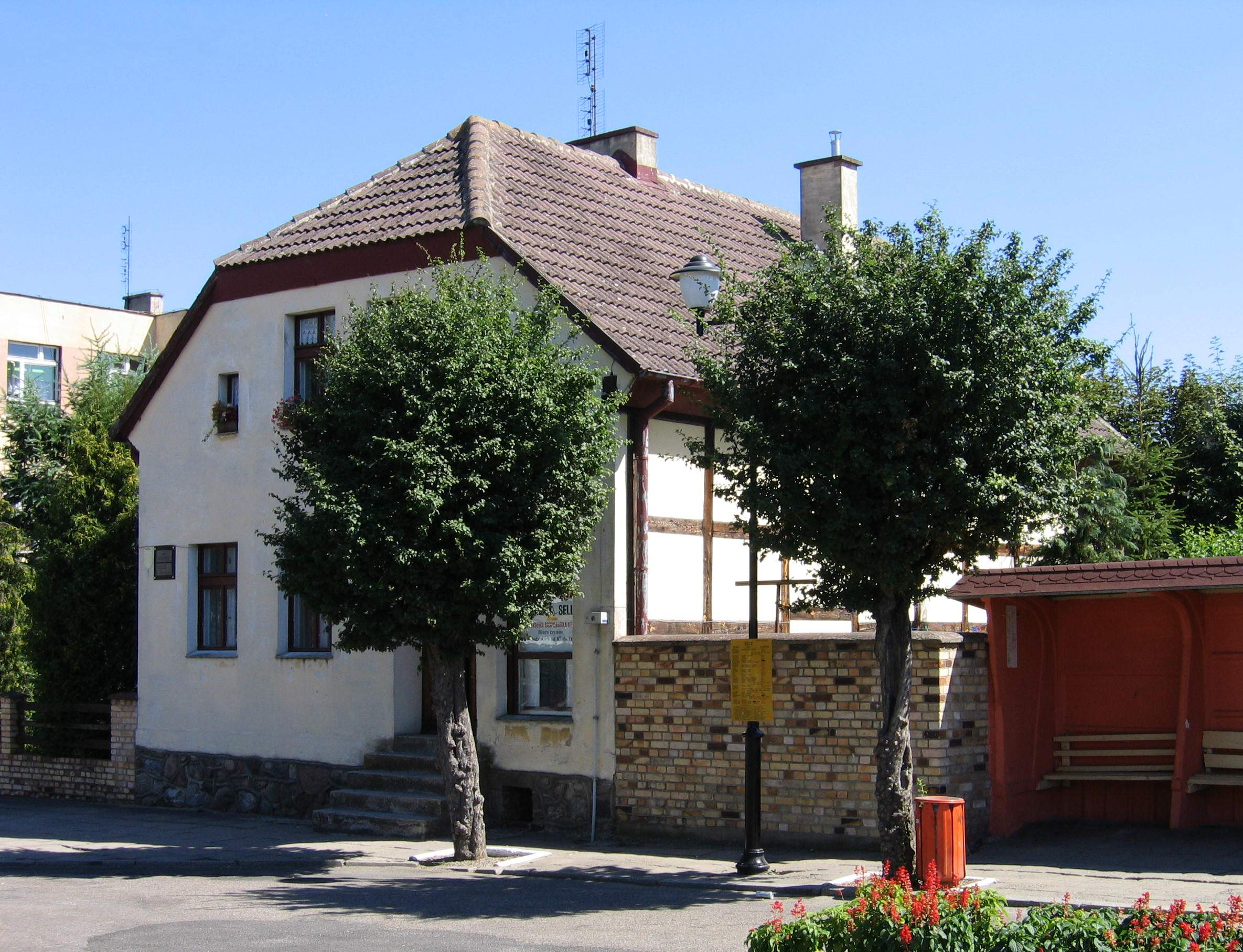
Památkově chráněný dům na náměstí
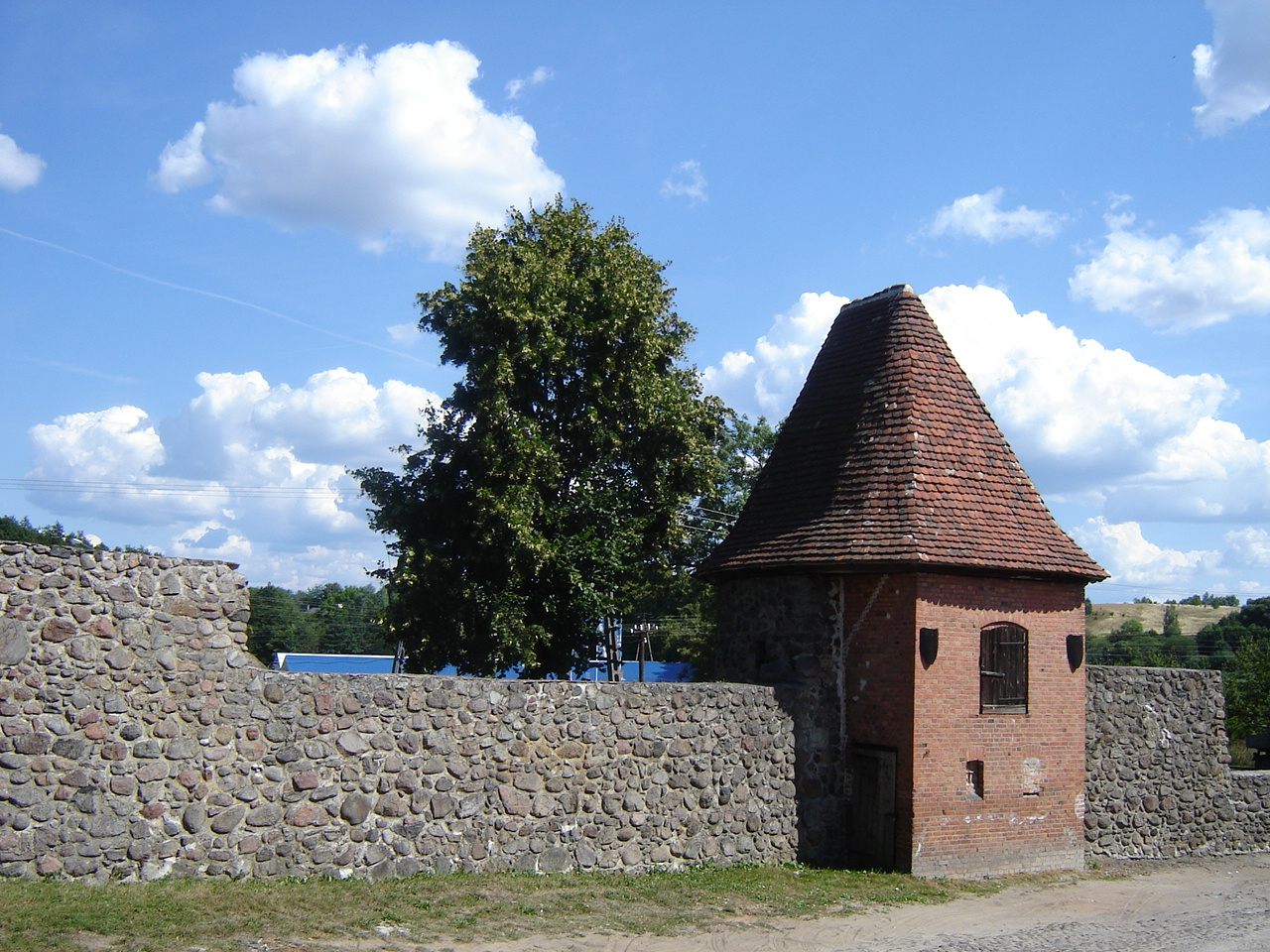
Městské opevnění
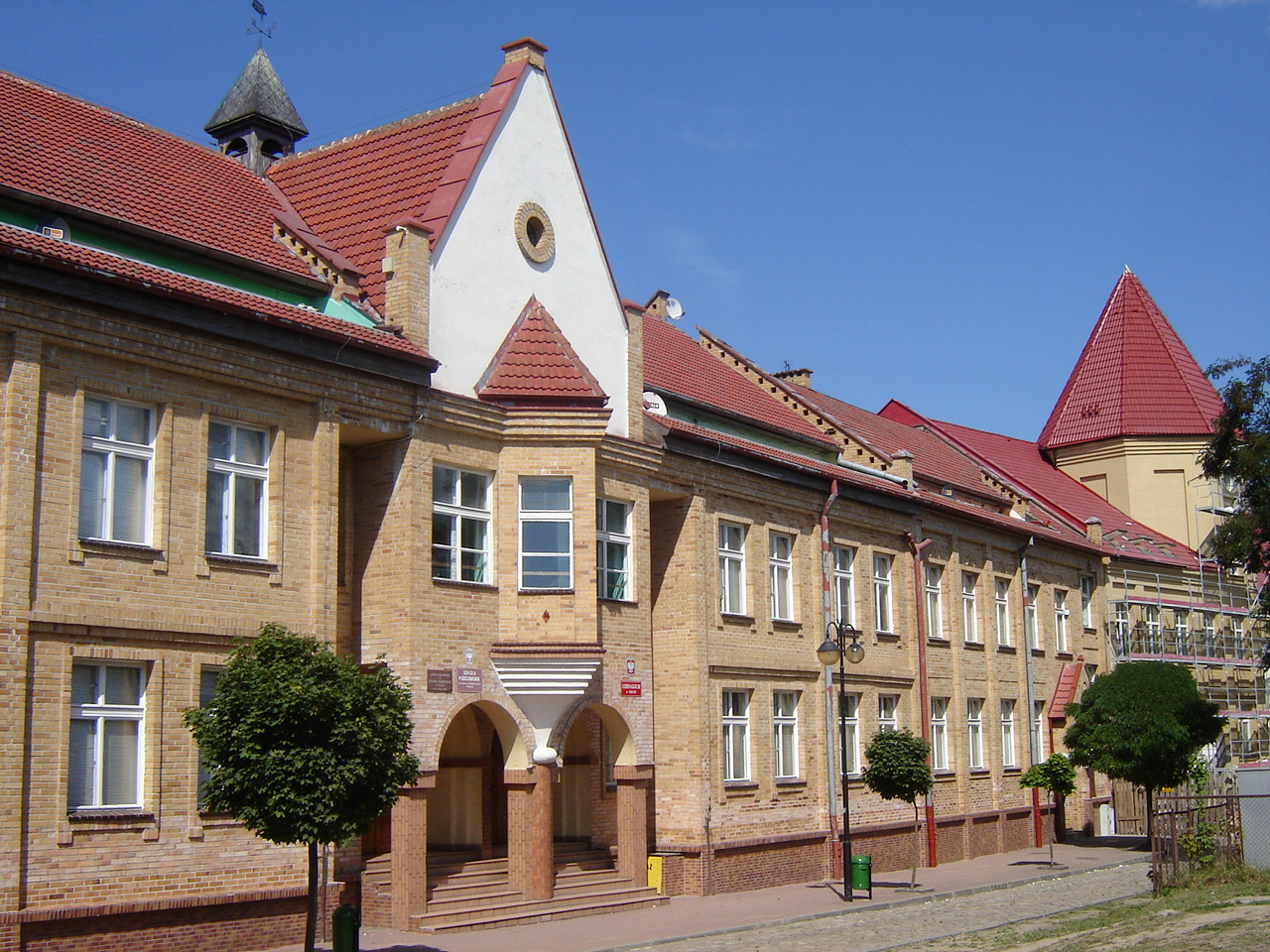
Budova školy
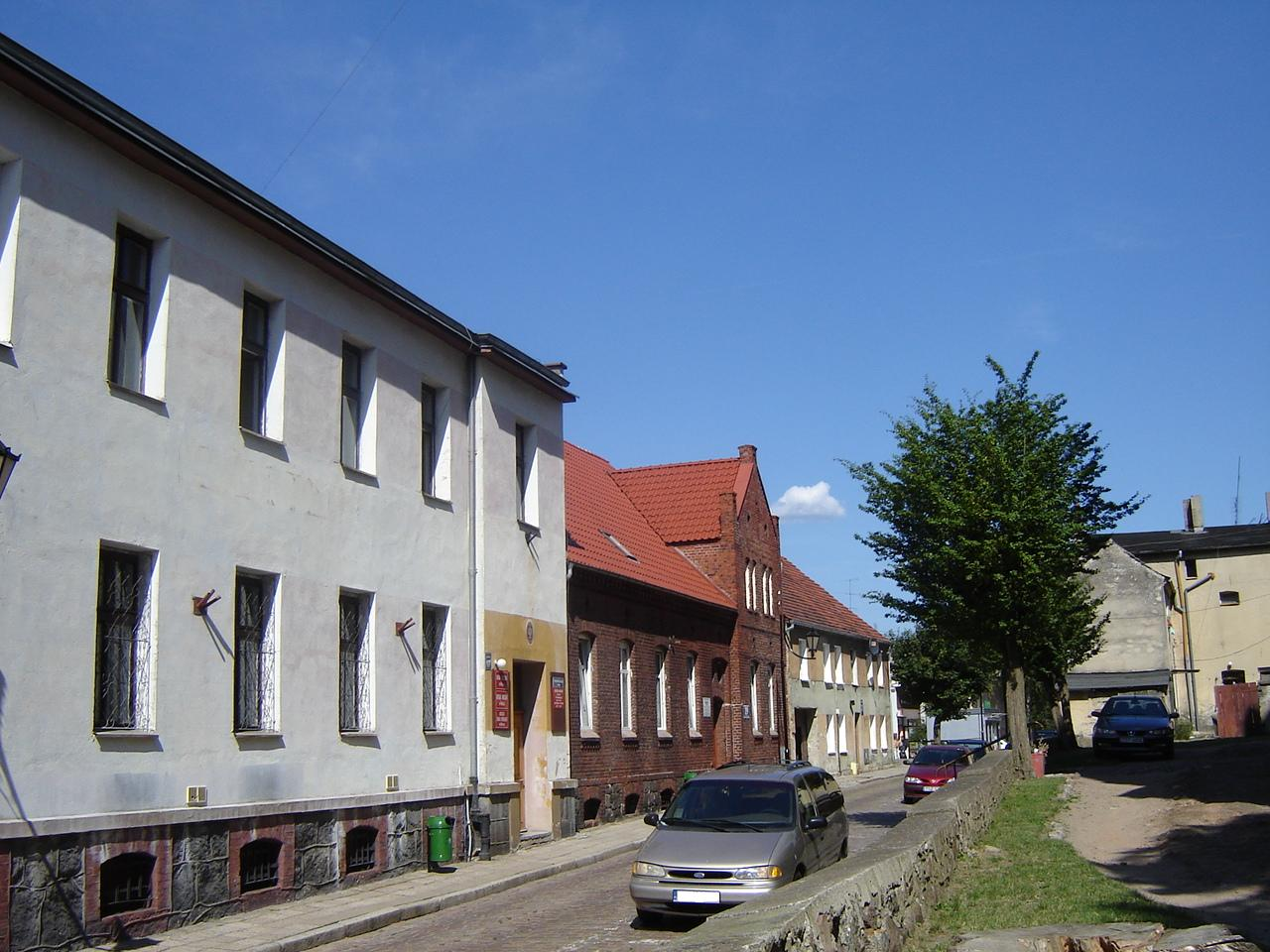
Městský úřad
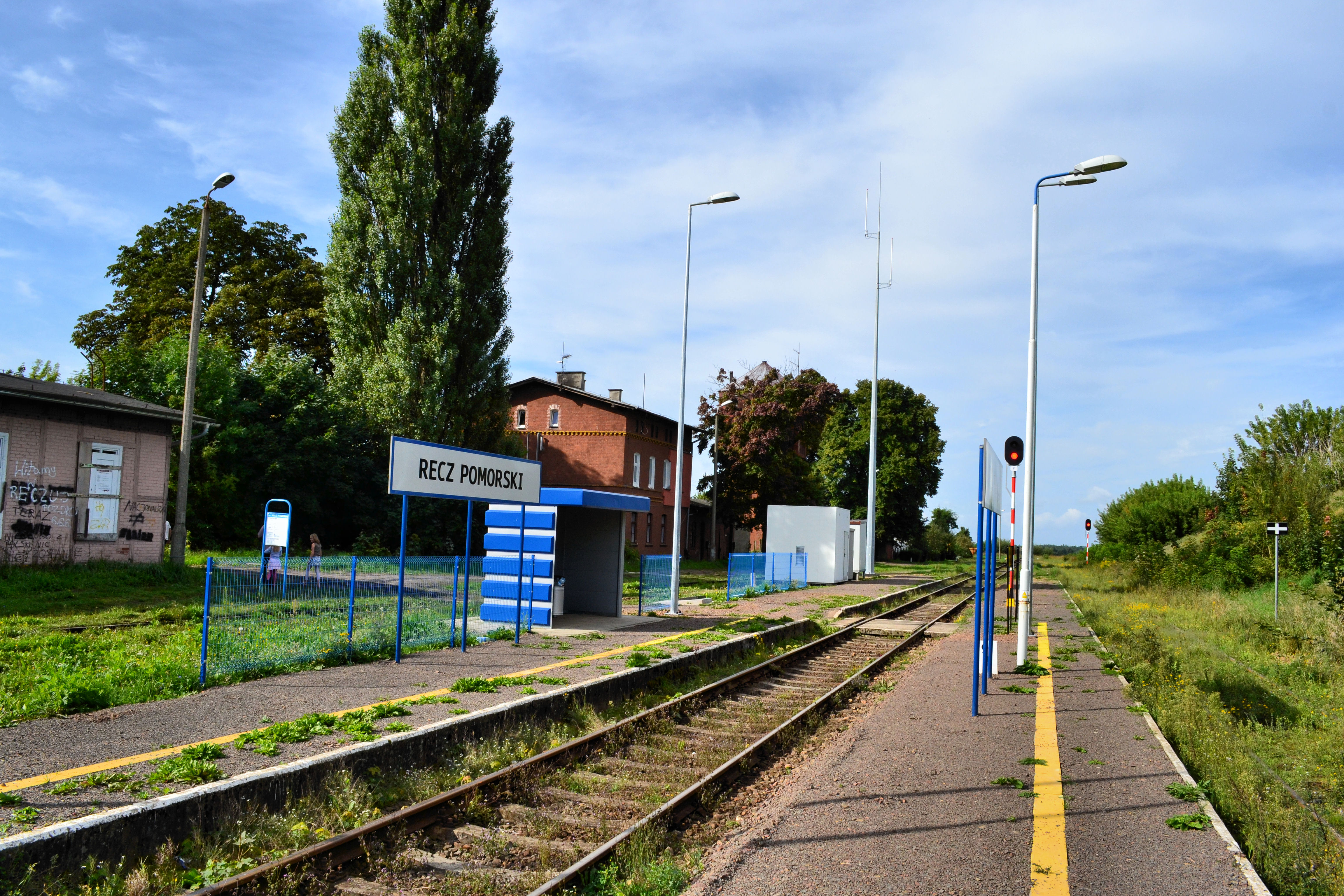
Železniční stanice